# Le Livre de la jungle (film, 2016)
Pour les articles homonymes, voir Le Livre de la jungle (homonymie).
Pour plus de détails, voir Fiche technique et Distribution.
Le Livre de la jungle (The Jungle Book) est un film américain réalisé par Jon Favreau, sorti en 2016. Développé par Walt Disney Pictures, c'est le remake en prises de vues réelles du film d'animation Le Livre de la jungle produit en 1967 par le même studio, lui-même adapté du roman du même nom de Rudyard Kipling. Le scénario, lui, est (un peu) le même que le film original, mais plusieurs changements ont été faits pour coller au mieux aux enjeux contemporains.
Le film débute avec le bébé, Mowgli qui a été découvert dans la jungle par la panthère noire Bagheera. Confié au clan des loups dirigé par Akela, le petit homme a été élevé par la louve Raksha. Quelques années plus tard, une période de sécheresse exceptionnelle oblige les animaux à se retrouver près de l'unique point d'eau, où la trêve de l'eau les empêche d'y attaquer qui que ce soit, jusqu'au retour de la pluie. Là, arrive le redoutable tigre Shere Khan, porteur de cicatrices des hommes, revenu après une longue période de chasse sur un territoire lointain. Considérant Mowgli comme une menace, Shere Khan promet de l'éliminer dès la fin de la trêve. Celle-ci terminée, Mowgli choisit d'abandonner son seul foyer pour éviter le pire à sa famille adoptive et se lance dans un voyage vers le village des hommes, guidé par Bagheera. En chemin, Mowgli rencontre le python Kaa, dont il est sauvé par le vieil ours Baloo, puis il est capturé par l'armée de singes du Roi Louie, résidant d'un ancien temple, qui contraint le petit homme à lui révéler le secret de la fleur rouge, le surnom donné au feu par les animaux.
C'est un gros succès du box-office mondial. Le film remporte en 2017 l'Oscar des meilleurs effets visuels.

## Synopsis
Mowgli, un jeune garçon orphelin vit dans la jungle au sein d'une meute de loups. Il apprend encore à se comporter comme eux, avec l'aide de la panthère noire Bagheera, qui l'a jadis trouvé et confié aux canidés dirigés par Akela. Le petit homme adopté par la louve Raksha grandit avec ses louveteaux. Alors que la jungle et ses occupants subissent une forte sécheresse qui les force à une trêve pour s'abreuver, le terrible tigre Shere Khan fait un retour remarqué et découvre la présence de Mowgli parmi les animaux. Akela s'oppose à Shere Khan, et protège Mowgli. Toute la meute se tient fidèlement aux côtés d'Akela et de Mowgli ; le tigre, respectueux de la « loi de la jungle » qui interdit de s'attaquer à quiconque près de la source durant la « trêve de l'eau », menace simplement de mort le petit d'homme, ainsi que tous ceux qui le défendront. Shere Khan voue en effet une haine tenace aux hommes après avoir été défiguré par l'un d'eux. Il quitte ensuite les lieux, promettant de revenir chercher son dû une fois la saison sèche terminée.
Les loups se réunissent pour discuter de la situation, mais Mowgli interrompt leur palabre et annonce qu'il quitte la jungle, conscient du danger mortel que représente Shere Khan pour la meute. Après des adieux à Raksha, Mowgli et Bagheera s'en vont, avec pour objectif de ramener le jeune garçon au village des hommes. Shere Khan les attaque en chemin, blesse Bagheera et poursuit Mowgli, qui parvient à lui échapper en se mêlant à un troupeau de buffles. Lorsqu'il se réveille sur le dos d'une des bêtes, la pluie battante provoque une inondation qui engendre l'éboulement de la falaise escarpée. Mowgli tombe dans le fleuve, et parvient à s'agripper à un tronc d'arbre flottant. Une fois sur la terre ferme, Mowgli ne tarde pas à rencontrer un python femelle nommé Kaa. Cette dernière hypnotise Mowgli en lui contant une histoire de la « fleur rouge », qui se révèle être le feu. Elle lui raconte ainsi dans une vision comment le père de Mowgli est mort en le défendant contre Shere Khan, qu'il a défiguré avec une torche. Kaa s'apprête à dévorer Mowgli enserré dans ses anneaux, mais l'ours Baloo intervient juste à temps et le sauve. Le garçon retrouve ses esprits dans la caverne de l'ours, qui demande à Mowgli de l'aider en retour, en récupérant des ruches d'abeilles gorgées de miel, qui sont accrochées en haut d'une falaise. Mowgli accepte et fabrique, à l'aide de lianes et de branches, des outils permettant d'atteindre toutes les ruches et de les décrocher.
De son côté, Shere Khan se rend chez les loups et demande où se trouve Mowgli. Lorsque Akela répond que Mowgli a quitté le clan de son propre chef pour rejoindre le village des hommes, Shere Khan laisse exploser sa rage et tue Akela, annonçant que la terreur désormais régnera tant que Mowgli ne lui sera pas livré. Il est d'ailleurs persuadé que le petit d'homme reviendra de lui-même en apprenant la mort d'Akela.
Bagheera retrouve Mowgli qui s'amuse en compagnie de son nouvel ami Baloo, et lui reproche de s'attarder dans la jungle au lieu de retourner chez les humains. Pendant la nuit, Mowgli entend les cris d'éléphants et vient en aide à leur petit, tombé dans une crevasse. Baloo et Bagheera assistent à la scène et l'ours accepte finalement de laisser partir Mowgli lorsqu'il apprend que Shere Khan lui en veut. Mowgli se sent abandonné et se réfugie dans un arbre, d'où il est enlevé par des singes.
Les singes conduisent Mowgli à leur repaire, un ancien temple abandonné en haut d'une falaise. Leur Roi Louie, un gigantopithèque, lui apprend la mort d'Akela et lui offre sa protection en échange du secret du feu. Baloo et Bagheera viennent à la rescousse et provoquent une poursuite à travers les ruines, qui culmine dans un effondrement du temple.
Furieux que Baloo et Bagheera ne lui aient rien dit des agissements de Shere Khan et qu'ils n'aient pas osé l'affronter, Mowgli leur échappe de nouveau, vole une torche au village des hommes et retourne vers la meute pour affronter Shere Khan. N'ayant aucune expérience du feu, il sème des braises en chemin et provoque un incendie.
Lorsque Shere Khan lui montre le désastre et suggère à Mowgli qu'il est devenu une plus grande menace que lui pour la jungle, le petit d'homme, dépité, jette sa torche dans la rivière et se retrouve sans défense. Ses amis et les loups font corps avec lui et tentent de s'interposer, mais aucun n'est de taille à lutter. Mowgli fuit vers la jungle en feu et prépare un piège pour Shere Khan, qu'il attire dans un arbre mort. Le tigre se retrouve sur une branche pourrie et tombe dans le brasier. Mowgli dirige ensuite les éléphants et leur fait détourner la rivière pour éteindre l'incendie. La jungle retrouve enfin la paix et Mowgli reste parmi les loups, maintenant dirigés par Raksha, aux côtés de Bagheera et Baloo.

## Fiche technique
- Titre français : Le Livre de la jungle
- Titre original : The Jungle Book
- Réalisation : Jon Favreau
- Scénario : Justin Marks, d'après Le Livre de la jungle de Rudyard Kipling
- Musique : John Debney
- Conseil musical : Richard M. Sherman
- Décors : Amanda Moss Serino
- Costumes : Laura Jean Shannon
- Photographie : Bill Pope
- Montage : Mark Livolsi (en)
- Format : Couleur Laboratoire : Technicolor - Ratio : 1,85:1 - Stéréo 7.1
- Production : Brigham Taylor (en)
- Société de production : Walt Disney Pictures
- Société de distribution initiale : Walt Disney Pictures (États-Unis, France et Belgique)
- Budget : 175 000 000 $
- Pays de production :  États-Unis
- Langue : anglais
- Genre : aventure
- Durée :  106 minutes
- Dates de sortie :
  - France : 13 avril 2016
  - États-Unis : 15 avril 2016

## Distribution
- Neel Sethi (VF : Victor Biavan ; VQ : Frédéric Larose)[2] : Mowgli

- Bill Murray (VF : Lambert Wilson ; VQ : Laurent Paquin)[3] : Baloo

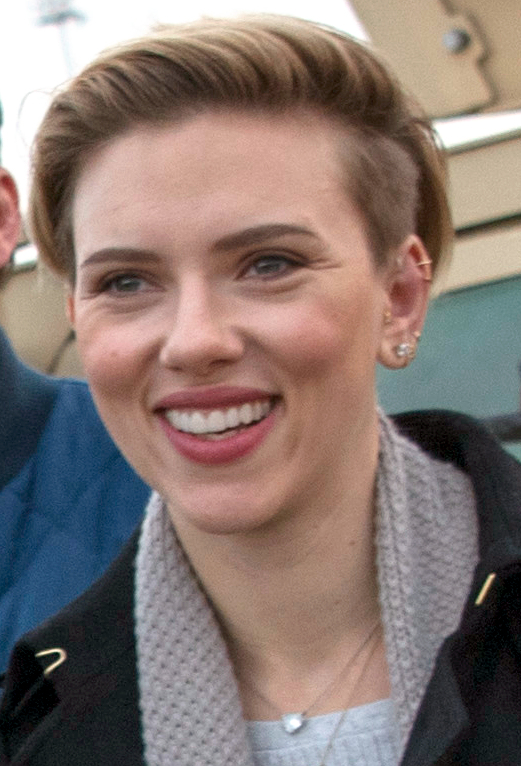
Scarlett Johansson, l'année de sortie du film, double Kaa.

- Ben Kingsley (VF : Bernard Gabay ; VQ : Tristan Harvey)[4] : Bagheera / le Narrateur
- Idris Elba (VF : Daniel Lobé ; VQ : Marc-André Bélanger) : Shere Khan
- Scarlett Johansson (VF : Leïla Bekhti ; VQ : Ariane Moffatt)[3] : Kaa
- Lupita Nyong'o (VF : Cécile de France ; VQ : Éveline Gélinas)[5] : Raksha
- Christopher Walken (VF : Eddy Mitchell ; VQ : Normand D'Amour)[3] : King Louie
- Giancarlo Esposito (VF : Pierre Tessier ; VQ : Louis-Philippe Dandenault) : Akela
- Emjay Anthony (VQ : Adam Moussamih) : Gris
- Ritesh Rajan : le père de Mowgli
- Sam Raimi (VF : Donald Reignoux) : l'écureuil géant
- Garry Shandling (VF : Christophe Lemoine ; VQ : François Sasseville) : Ikki, le porc épic
- Jon Favreau (VF : Emmanuel Garijo) : le sanglier-nain

## Bande originale
Albums de John Debney
The Young Messiah: Original Motion Picture Soundtrack
(2016)
La bande originale du film est composée par John Debney, qui avait précédemment signé la musique de trois longs-métrages de Jon Favreau : Elfe, Zathura : Une aventure spatiale et Iron Man 2. Elle est sortie le 15 avril 2016 en CD et téléchargement.
Les pistes 1, 2, 23 et 24 sont interprétées respectivement par Dr John and the Nite Trippers, Scarlett Johansson, Christopher Walken, et Bill Murray accompagné de Kermit Ruffins.
| 1.    | The Bare Necessities              | 3:36 |
| 2.    | Trust in Me                       | 2:55 |
| 3.    | Main Titles - Jungle Run          | 2:27 |
| 4.    | Wolves - Law of the Jungle        | 2:16 |
| 5.    | Water Truce                       | 3:40 |
| 6.    | The Rains Return                  | 1:46 |
| 7.    | Mowgli's Leaving - Elephant Theme | 3:28 |
| 8.    | Shere Khan Attacks - Stampede     | 2:06 |
| 9.    | Kaa - Baloo to the Rescue         | 5:21 |
| 10.   | Honeycomb Climb                   | 3:31 |
| 11.   | The Man Village                   | 2:59 |
| 12.   | Mowgli and the Pit                | 3:26 |
| 13.   | Monkeys Kidnap Mowgli             | 1:52 |
| 14.   | Arrival at King Louie's Temple    | 4:35 |
| 15.   | Cold Lair Chase                   | 4:03 |
| 16.   | The Red Flower                    | 3:15 |
| 17.   | To the River                      | 3:05 |
| 18.   | Shere Khan's War Theme            | 2:37 |
| 19.   | Shere Khan and the Fire           | 4:52 |
| 20.   | Elephant Waterfall                | 3:27 |
| 21.   | Mowgli Wins the Race              | 0:41 |
| 22.   | The Jungle Book Closes            | 2:16 |
| 23.   | I Wan'na Be Like You (2016)       | 3:02 |
| 24.   | The Bare Necessities              | 3:01 |
| 74:17 |                                   |      |

## Sortie et accueil

### Promotion
Le 25 avril 2016, Walt Disney Pictures annonce un partenariat avec Nokia pour utiliser la caméra immersive Nokia OZO (en) dans ses productions, la première étant une interview de l'équipe de tournage du film Le Livre de la jungle proposé en bonus,.

### Critique
Aux États-Unis, le film reçoit un accueil très favorable de la presse, avec 95 % de commentaires favorables sur le site Rotten Tomatoes, pour 186 commentaires et une moyenne de 7,8⁄10, tandis qu'il obtient un score de78⁄100 sur le site Metacritic, pour 44 critiques.

### Box-office
| Pays ou région    | Box-office        | Date d'arrêt du box-office | Nombre de semaines |
| ----------------- | ----------------- | -------------------------- | ------------------ |
| États-Unis Canada | 364 001 123 $     | 29 septembre 2016          | 24                 |
| France            | 3 720 327 entrées | 19 juillet 2016            | 14                 |
| Monde             | 966 550 600 $     | 23 avril 2017              | ?                  |

#### États-Unis
Le 17 avril 2016, Disney annonce que lors de sa première semaine d'exploitation aux États-Unis, il a gagné 103,6 millions de dollars, soit bien plus que les prévisions du studio
,,. Le New York Times évoque un important marketing qui permet de compenser un coût de production estimé à 175 millions de dollars. Des extraits du film avaient été présenté en août lors du D23 devant 7 800 personnes au Anaheim Convention Center mais aussi des publicités sur les chaînes ESPN, avant Star Wars, épisode VII : Le Réveil de la Force et durant le Super Bowl.

#### International
Le film fait un excellent démarrage lors de sa sortie en salles, en s’érigeant à la première place dans plus de neuf pays, amassant au total plus de 136 millions de dollars de recettes en l’espace d’une seule fin de semaine.

## Distinctions
| Année | Prix                                     | Catégorie                                   | Nomination                                              | Résultat   |
| ----- | ---------------------------------------- | ------------------------------------------- | ------------------------------------------------------- | ---------- |
| 2016  | 18e cérémonie des Teen Choice Awards     | Meilleur film d'action                      | Le Livre de la jungle                                   | Nomination |
| 2016  | 18e cérémonie des Teen Choice Awards     | Meilleur acteur dans un film d'action       | Neel Sethi                                              | Nomination |
| 2017  | 43e cérémonie des People's Choice Awards | Film comédie préféré                        | Le Livre de la jungle                                   | Nomination |
| 2017  | 89e cérémonie des Oscars                 | Meilleurs effets visuels                    | Le Livre de la jungle                                   | Lauréat    |
| 2017  | 38e cérémonie des Young Artist Awards    | Meilleur acteur dans un film - Jeune acteur | Neel Sethi                                              | Nomination |
| 2017  | 43e cérémonie des Saturn Awards          | Meilleur film fantastique                   | Le Livre de la jungle                                   | Lauréat    |
| 2017  | 43e cérémonie des Saturn Awards          | Meilleure réalisation                       | Jon Favreau                                             | Nomination |
| 2017  | 43e cérémonie des Saturn Awards          | Meilleur acteur dans un second rôle         | Christopher Walken                                      | Nomination |
| 2017  | 43e cérémonie des Saturn Awards          | Meilleur jeune acteur                       | Neel Sethi                                              | Nomination |
| 2017  | 43e cérémonie des Saturn Awards          | Meilleur montage                            | Le Livre de la jungle                                   | Nomination |
| 2017  | 43e cérémonie des Saturn Awards          | Meilleurs effets visuels                    | Robert Legato, Adam Valdez, Andrew R. Jones, Dan Lemmon | Nomination |
| 2017  | 21e cérémonie des Satellite Awards       | Meilleur scénario adapté                    | Justin Marks                                            | Nomination |
| 2017  | 21e cérémonie des Satellite Awards       | Meilleure direction artistique              | Christophe Glass                                        | Nomination |
| 2017  | 21e cérémonie des Satellite Awards       | Meilleure photographie                      | Bill Pope                                               | Lauréat    |
| 2017  | 21e cérémonie des Satellite Awards       | Meilleur son                                | Le Livre de la jungle                                   | Nomination |
| 2017  | 21e cérémonie des Satellite Awards       | Meilleurs effets visuels                    | Le Livre de la jungle                                   | Lauréat    |
| 2017  | 21e cérémonie des Satellite Awards       | Meilleure musique de film                   | John Debney                                             | Nomination |
| 2017  | 21e cérémonie des Satellite Awards       | Meilleur film d'animation ou multimédia     | Le Livre de la jungle                                   | Nomination |